# Japan Railways
Japan Railways Group (JRグループ Jeiāru Gurūpu?) es un grupo de empresas que opera las líneas de ferrocarril de Japón que pertenecieron al Estado, conocido también con la sigla JR. Consiste en un grupo de 7 empresas que controla las operaciones, los activos y pasivos de lo que fue la empresa estatal Japanese National Railways (日本国有鉄道 Nihon Kokuyū Tetsudō?), desde el 1 de abril de 1987.

## Historia
Las divisiones del Grupo JR (JRグループ JR Gurūpu?) fueron creadas por la Ley n.º 87 del año 1986 e iniciaron sus operaciones el 1 de abril de 1987. En una primera instancia la totalidad de las acciones empresariales quedaron en propiedad de la Agencia de Liquidación de los Ferrocarriles Nacionales de Japón (日本国有鉄道清算事業団 Nihon Kokuyū Tetsudō Seisan Jigyōdan?), aunque posteriormente (1988) esta fue liquidada y sus funciones fueron heredadas por otros organismos.
En junio de 2001, las empresas a cargo de la red vial de la Isla de Honshu (JR East, JR Central, y JR West) fueron excluidas de los alcances de la Ley y privatizadas, aunque hay ciertos aspectos en los que el Estado aún conserva poder de decisión. Las acciones de JR East se terminaron de vender en junio de 2002, las de JR West en marzo de 2004 y las de JR Central en abril de 2006.
Por otro lado, las acciones de las tres empresas restantes (JR Hokkaidō, JR Kyushu y JR Shikoku) siguen en manos del Estado, recibiendo subsidios para poder seguir funcionando. Alrededor del año 2000 JR Hokkaido había experimentado una fuerte subida en el valor de sus acciones y se esperaba que fuera privatizada para el año 2002, sin embargo las acciones volvieron a bajar y finalmente no se concretó dicha operación. Actualmente no se manejan fechas estimativas para la privatización de estas empresas.

## Compañías
El Grupo JR es el corazón de la red de ferrocarriles de Japón, operando la mayor parte de los servicios de transporte de pasajeros entre ciudades, incluyendo la red de alta velocidad Shinkansen, y una gran proporción de los servicios de conmutación de las vías.
| Mercado       | Compañía                                    | Logo / Color de símbolo | Acciones                                                                      | Regiones de Operación      | Notas                                       |
| ------------- | ------------------------------------------- | ----------------------- | ----------------------------------------------------------------------------- | -------------------------- | ------------------------------------------- |
| Pasajeros     | Hokkaido Railway Company (JR Hokkaidō)      | Verde Claro             | No posee Propiedad de JRTT                                                    | Hokkaidō                   |                                             |
| Pasajeros     | East Japan Railway Company (JR East)        | Verde                   | TYO: 9020                                                                     | Tōhoku, Kantō, Kōshin'etsu |                                             |
| Pasajeros     | Central Japan Railway Company (JR Central)  | Naranja                 | TYO: 9022                                                                     | Tōkai                      | Tōkaidō Shinkansen opera en Kantō y Kansai. |
| Pasajeros     | West Japan Railway Company (JR West)        | Azul                    | TYO: 9021                                                                     | Hokuriku, Kansai, Chūgoku  | Sanyō Shinkansen opera en Kyūshū.           |
| Pasajeros     | Shikoku Railway Company (JR Shikoku)        | Azul Claro              | No posee Propiedad de JRTT                                                    | Shikoku                    |                                             |
| Pasajeros     | Kyushu Railway Company (JR Kyūshū)          | Rojo                    | - TYO: 9142                                                                   | Kyūshū                     |                                             |
| Carga         | Japan Freight Railway Company (JR Freight)  | Gris                    | No posee Propiedad de JRTT                                                    | Nacional                   |                                             |
| Investigación | Railway Technical Research Institute (RTRI) | Light purple            | Una organización sin fines de lucro, fundada por las 7 compañías ferroviarias |                            |                                             |
| IT Services   | Railway Information Systems (JR System)     | Dark red                | No posee Propiedad de las 7 compañías ferroviarias                            |                            |                                             |